# Быковня
Быковня́ (укр. Биківня) — посёлок в пределах городской черты столицы Украины Киева на территории Деснянского района. Находится на левом берегу Днепра. Происхождение названия достоверно неизвестно.
По неподтверждённым данным местность с таким названием существовала ещё во времена Киевской Руси. Местность была расположена на пути Киев-Чернигов. Однако из-за заболоченности проезд для купцов с товаром был затруднён. Поэтому местные жители впрягали быков в повозки, которые через болота перетаскивали купеческий товар. От этого промысла и произошло название местности — Быковня.

## Общие сведения
Происхождение названия не выяснено. Впервые упоминается как хутор Броварской волости Остёрского уезда Черниговской губернии в начале XX века. В 1923 году вошла в городскую черту города Киева.
Сильно пострадала во время Второй мировой войны. Современная застройка начала 1950-х годов.
В посёлке Быковня жил и умер актёр Борислав Брондуков.

## «Быковнянские могилы»
Вблизи Быковни, на территории 19-го и 20-го кварталов Дарницкого лесничества, находится места расстрела осуждённых во время сталинских репрессий, польских офицеров из так называемого «списка катынского» и жертв фашистской оккупации — так называемые «Быковнянские могилы».